# Cody Hawkins
Cody Norman Hawkins (Woodland, 24 marzo 1988) è un ex giocatore di football americano e allenatore di football americano statunitense, che ha giocato come quarterback per gli Elephants Catania.

## Scuole superiori
Hawkins non ha mai perso partite da quando ha cominciato al sesto anno (59-0).
Hawkins è stato per due volte All-Idaho Football Team Player of the Year. Nel 2005, realizzò 42 touchdown e percorse 2783 iarde.
Ha avuto offerte ufficiali dalla Boise State University, dalla Brigham Young University, dall'Università dell'Oregon e dall'Università della Louisiana. Molti college non erano invece interessati a lui a causa delle sue piccole dimensioni.
Ha partecipato al reality show Summer House a Chicago nel 2006.
Suo padre era l'allenatore alla Boise State e gli aveva offerto una borsa di studio per giocare lì, che Hawkins accettò.

## College

### 2006
Hawkins fu selezionato per l'Offensive Scout Award dai suoi compagni di squadra per quella stagione.

### 2007
Ci furono considerevoli discussioni su chi sarebbe stato il quarterback della stagione. Il precedente Bernard Jackson era ancora in squadra, ma non era considerato il favorito. L'oppositore di Hawkins fu pertanto Nick Nelson. A causa di alcuni conflitti di interesse, suo padre decise di lasciare la decisione a Mark Helfrich. La decisione fu presa solo due settimane prima dell'inizio della prima partita della stagione e la scelta ricadde su Hawkins.

### 2009
Dopo scarsa performance nelle prime quattro partite, Hawkins fu rimpiazzato con Tyler Hansen.

### Statistiche
|                                                |    | Passing | Passing | Passing | Passing | Passing | Passing | Passing     | Rushing | Rushing    | Rushing        | Rushing |
| Stagione                                       | G  | Att     | Com     | Int     | Pct.    | Yd      | TD      | NCAA rating | Att     | Yd Portate | Yd Per portata | TD      |
| ---------------------------------------------- | -- | ------- | ------- | ------- | ------- | ------- | ------- | ----------- | ------- | ---------- | -------------- | ------- |
| 2003                                           | -  | -       | -       | -       | -       | -       | -       | -           | -       | -          | -              | -       |
| 2004                                           | 12 | 229     | 147     | 8       | 64.2    | 2558    | 31      | 195.71      | ?       | 330        | ?              | 4       |
| 2005                                           | 12 | 204     | 146     | 5       | 71.6    | 2783    | 42      | 249.20      | ?       | ca. 200    | ?              | 1       |
| Totale scuole superiori (Bishop Kelly Knights) | 24 | 433     | 293     | 13      | 67.7    | 5341    | 73      | 220.91      | ?       | ca. 530    | ?              | 5       |
| 2007                                           | 13 | 463     | 263     | 17      | 56.8    | 3015    | 22      | 119.84      | 42      | -27        | -0.64          | 3       |
| 2008                                           | 12 | 320     | 183     | 10      | 57.2    | 1892    | 17      | 118.13      | 57      | -23        | -0.40          | 3       |
| 2009                                           | 8  | 239     | 121     | 11      | 50.6    | 1277    | 10      | 100.11      | 15      | -93        | -6.20          | 1       |
| 2010                                           | 12 | 231     | 124     | 5       | 53.7    | 1547    | 14      | 125.61      | 9       | -32        | -3.56          | 0       |
| Totale college (Colorado Buffaloes)            | 45 | 1253    | 664     | 43      | 53.0    | 7731    | 63      | 114.55      | 123     | -175       | -1.42          | 7       |
| Totale giovanili                               | 69 | 1686    | 957     | 56      | 56.8    | 13072   | 126     | 139.91      | 123+?   | ca. 355    | ?              | 12      |
| 2011                                           | -  | -       | -       | -       | -       | -       | -       | -           | -       | -          | -              | -       |
| Totale Stockholm Mean Machines                 | -  | -       | -       | -       | -       | -       | -       | -           | -       | -          | -              | -       |
| 2012                                           | -  | -       | -       | -       | -       | -       | -       | -           | -       | -          | -              | -       |
| Totale Elephants Catania                       | -  | -       | -       | -       | -       | -       | -       | -           | -       | -          | -              | -       |
| Totale squadre maggiori                        | -  | -       | -       | -       | -       | -       | -       | -           | -       | -          | -              | -       |
| 2011                                           | 4  | 88      | 60      | 1       | 68.2    | 784     | 5       |             | 4       | 1          | 0.25           | 1       |
| Totale nazionale                               | 4  | 88      | 60      | 1       | 68.2    | 784     | 5       |             | 4       | 1          | 0.25           | 1       |
| Totale                                         | 73 | 1774    | 1017    | 57      | 57.3    | 13856   | 130     |             | 127+?   | ca. 354    | ?              | 13      |

## Vittorie e premi
(2) volte Idaho Statesman All-Idaho Football Team Player of the Year
- Gatorade Idaho Player of the Year 2005

## Palmarès
- 2 Mondiale (2011[9], 2015[10])